# Balkan Mahala, Plovdiv
Balkan Mahala (în bulgară Балкан Махала) este un sat în comuna Lăki, regiunea Plovdiv,  Bulgaria. 

## Demografie
Componența etnică a satului Balkan Mahala
     Nicio identificare (100%)
     Altele (0%)
La recensământul din 2011, populația satului Balkan Mahala era de 2 locuitori. . Pentru 100,0% din locuitori nu este cunoscută apartenența etnică.